# Harry Notenboom
Henricus Antonius Cornelis Marie Notenboom, znany jako Harry/Harrij Notenboom (ur. 31 sierpnia 1926 w Roosendaal, zm. 9 sierpnia 2023 w Venlo) – holenderski polityk, ekonomista i nauczyciel akademicki, parlamentarzysta krajowy, od 1971 do 1984 poseł do Parlamentu Europejskiego I kadencji.

## Życiorys
Brat zakonnika benedyktyńskiego Mattheusa. Odbył studia ekonomiczne na Tilburg University. Pracował jako zastępca sekretarza katolickiego stowarzyszenia małych firm rodzinnych, następnie kierował takim stowarzyszeniem w mieście Venlo. Zajął się także działalnością akademicką, publikował prace naukowe poświęcone finansom. Obronił też doktorat dotyczący polityki budżetowej Parlamentu Europejskiego.
Zaangażował się w działalność polityczną w ramach Katolickiej Partii Ludowej, z którą dołączył do Apelu Chrześcijańsko-Demokratycznego. Był m.in. rzecznikiem KVP ds. finansowych. Od 1963 do 1979 sprawował mandat posła do niższej izby parlamentu, Tweede Kamer. W latach 1971–1984 zasiadał w Parlamencie Europejskim, w 1979 po raz pierwszy wybrano go w wyborach bezpośrednich. Przystąpił do Europejskiej Partii Ludowej, od 1979 do 1984 pozostawał wiceszefem Komisji Budżetowej. Powrócił później do działalności naukowej, od 1991 do 1994 był profesorem na Uniwersytecie Technicznym w Eindhoven, specjalizował się w problematyce małych i średnich przedsiębiorstw.
Odznaczony m.in. Orderem Lwa Niderlandzkiego (kawaler, 1975) i Orderem Oranje-Nassau (komandor, 1984).